# Top 14 2022-23
El Top 14 2022-23 fue la 124.ª edición del Campeonato Francés de rugby. En este campeonato se enfrentarán los catorce mejores equipos de Francia.

## Equipos participantes
| Equipo           | Ciudad             | Estadio                         | Capacidad |
| ---------------- | ------------------ | ------------------------------- | --------- |
| Bayonne          | Bayonne            | Stade Jean Dauger               | 16 934    |
| Bordeaux Bègles  | Bordeaux           | Stade Chaban-Delmas             | 33 500    |
| Brive            | Brive-la-Gaillarde | Stade Amédée-Domenech           | 13 979    |
| Castres          | Castres            | Stade Pierre-Fabre              | 12 500    |
| Clermont         | Clermont-Ferrand   | Parc des Sports Marcel Michelin | 19 022    |
| La Rochelle      | La Rochelle        | Stade Marcel-Deflandre          | 16 000    |
| Lyon             | Lyon               | Stade de Gerland                | 25 000    |
| Montpellier      | Montpellier        | Altrad Stadium                  | 15 697    |
| Section Palois   | Pau                | Stade du Hameau                 | 18 324    |
| Perpignan        | Perpiñán           | Stade Aimé-Giral                | 14 000    |
| Racing 92        | Nanterre           | Paris La Défense Arena          | 30 681    |
| Stade Français   | Paris              | Stade Jean-Bouin                | 20 000    |
| Toulon           | Toulon             | Stade Mayol                     | 18 200    |
| Stade Toulousain | Toulouse           | Stade Ernest-Wallon             | 18 754    |

## Clasificación
| Pos. | Equipo           | Encuentros | Encuentros | Encuentros | Encuentros | Tantos | Tantos | Tantos | PB | PB | Puntos |
| Pos. | Equipo           | PJ         | PG         | PE         | PP         | F      | C      | Dif    | BO | BD | Puntos |
| ---- | ---------------- | ---------- | ---------- | ---------- | ---------- | ------ | ------ | ------ | -- | -- | ------ |
| 1.º  | Toulouse         | 26         | 17         | 1          | 8          | 682    | 474    | +208   | 9  | 2  | 81     |
| 2.º  | La Rochelle      | 26         | 17         | 0          | 9          | 673    | 479    | +194   | 7  | 3  | 78     |
| 3.º  | Lyon             | 26         | 14         | 1          | 11         | 688    | 626    | +62    | 4  | 5  | 67     |
| 4.º  | Stade Français   | 26         | 13         | 2          | 11         | 616    | 480    | +136   | 5  | 6  | 67     |
| 5.º  | Racing 92        | 26         | 14         | 1          | 11         | 734    | 684    | +50    | 5  | 3  | 66     |
| 6.º  | Bordeaux Bègles  | 26         | 13         | 1          | 12         | 576    | 501    | +75    | 4  | 5  | 63     |
| 7.º  | Toulon           | 26         | 14         | 0          | 12         | 588    | 557    | +31    | 3  | 2  | 61     |
| 8.º  | Aviron Bayonnais | 26         | 13         | 1          | 12         | 596    | 662    | -66    | 2  | 2  | 58     |
| 9.º  | Castres          | 26         | 13         | 1          | 12         | 532    | 635    | –103   | 1  | 2  | 57     |
| 10.º | Clermont         | 26         | 11         | 1          | 14         | 588    | 627    | –39    | 4  | 6  | 56     |
| 11.º | Montpellier      | 26         | 11         | 0          | 15         | 624    | 617    | +7     | 4  | 6  | 54     |
| 12.º | Pau              | 26         | 10         | 1          | 15         | 591    | 634    | –43    | 5  | 5  | 52     |
| 13.º | Perpignan        | 26         | 10         | 0          | 16         | 503    | 724    | –221   | 0  | 3  | 43     |
| 14.º | Brive            | 26         | 7          | 0          | 19         | 440    | 731    | –291   | 1  | 7  | 36     |

Nota: Se otorgan 4 puntos al equipo que gane un partido, 2 al que empate y 0 al que pierda
Puntos Bonus: 1 punto por convertir 4 tries o más en un partido y 1 al equipo que pierda por no más de 7 tantos de diferencia
|  | Clasificados directamente a semifinales y promovidos para la Copa de Campeones Europeos de Rugby 2023-24. |
|  | Clasificados para la reclasificación y promovidos para la Copa de Campeones Europeos de Rugby 2023-24.    |
|  | Repechaje con finalista de la ProD2                                                                       |
|  | Descenso a ProD2                                                                                          |

## Fase Final

### Cuartos de final
| 3 de junio de 2023 | Stade Français | 20 - 33 | Racing 92 | Estadio Jean-Bouin, París |  |

| 4 de junio de 2023 | Lyon | 25 - 32 | Bordeaux Bègles | Estadio Gerland, Lyon |  |

### Semifinal
| 9 de junio de 2023 | Toulouse | 41 - 14 | Racing 92 | Estadio de Anoeta, San Sebastián |  |

| 10 de junio de 2023 | La Rochelle | 24 - 13 | Bordeaux Bègles | Estadio de Anoeta, San Sebastián |  |

### Gran Final del Top14
| 17 de junio de 2023 | Toulouse | 29 - 26 | La Rochelle | Stade de France, Saint-Denis |  |

| Bandera de Francia      |
| Campeón Toulouse        |
| Vigésimo segundo título |

### Promoción Top 14 - Pro D2
| 3 de junio de 2023 | Grenoble | 19 - 33 | Perpignan | Stade des Alpes, Grenoble |  |

- Perpignan mantiene la categoría.